# Abris de Mallata
Les Abris de Mallata sont un groupe de quatre  abris sous roche situé dans la commune de Colungo, comarque de Somontano de Barbastro dans la province de Huesca. Ils se trouvent sur les falaises du Tozal de Mallata, au confluent de plusieurs ravins de la rivière Vero dans la Sierra de Guara,.
Ils contiennent des peintures rupestres de thèmes variés de l'art levantin, d'Art schématique ibérique (art schématique ibère) et de gravures, faisant partie de l'ensemble de l'Art rupestre du bassin méditerranéen de la péninsule Ibérique déclaré patrimoine mondial par l'UNESCO en 1998 (réf. 874-561).

## Localisation
Ils se trouvent dans le Parc culturel de la rivière Vero à 800 m d'altitude. Des visites guidées sont organisées par le Centre d'art rupestre de Colungo.

## Description

### Style schématique des peintures de Mallata
Les peintures rupestres de Mallata appartiennent au style schématique, caractérisé par l'abstraction et la simplification des représentations d'animaux et d'êtres humains, réduites à des traits verticaux et des lignes horizontales. Ce style s'étend du Néolithique au Three-age system (Âge des Métaux) et est la manifestation typique des sociétés sédentaires qui connaissent déjà l'agriculture et la domestication des animaux.

### Le contenu pictural

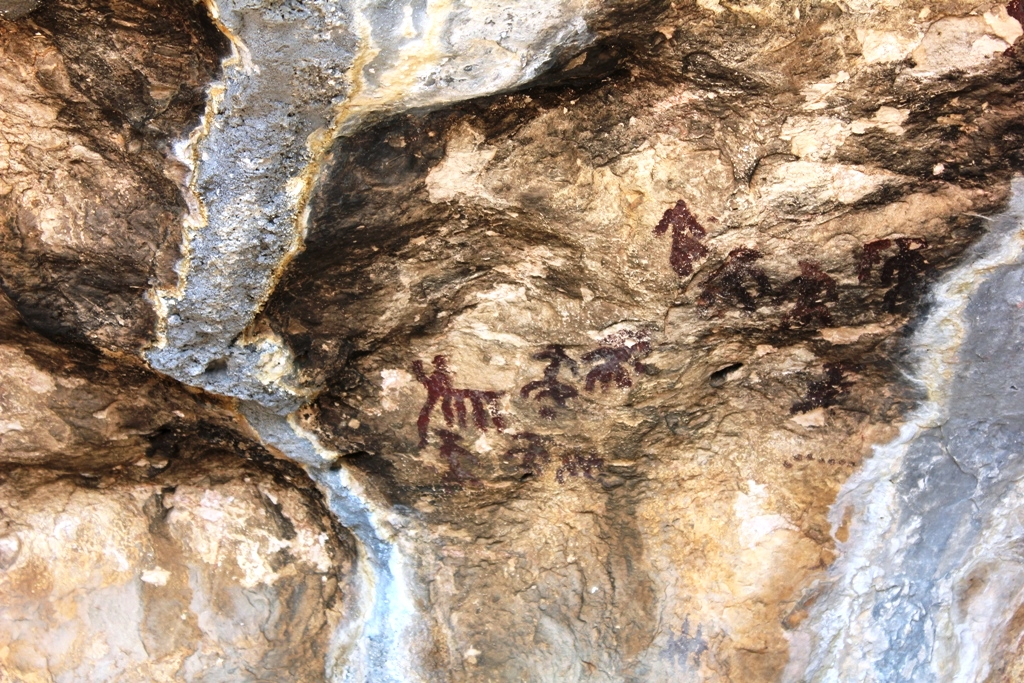
Mallata I - Capture d'un cervidé

- Mallata I  mesure 20 m de long et environ 7 m de profondeur maximale. Tous les signes représentés sont rouges et peuvent être regroupés en cinq secteurs. Trois scènes se détachent, dans lesquelles certains hommes tiennent plusieurs cerfs par le museau à l'aide de cordes ; plusieurs figures anthropomorphes ; un curieux animal à cornes ; un possible sanglier et divers signes linéaires, circulaires et cruciformes.

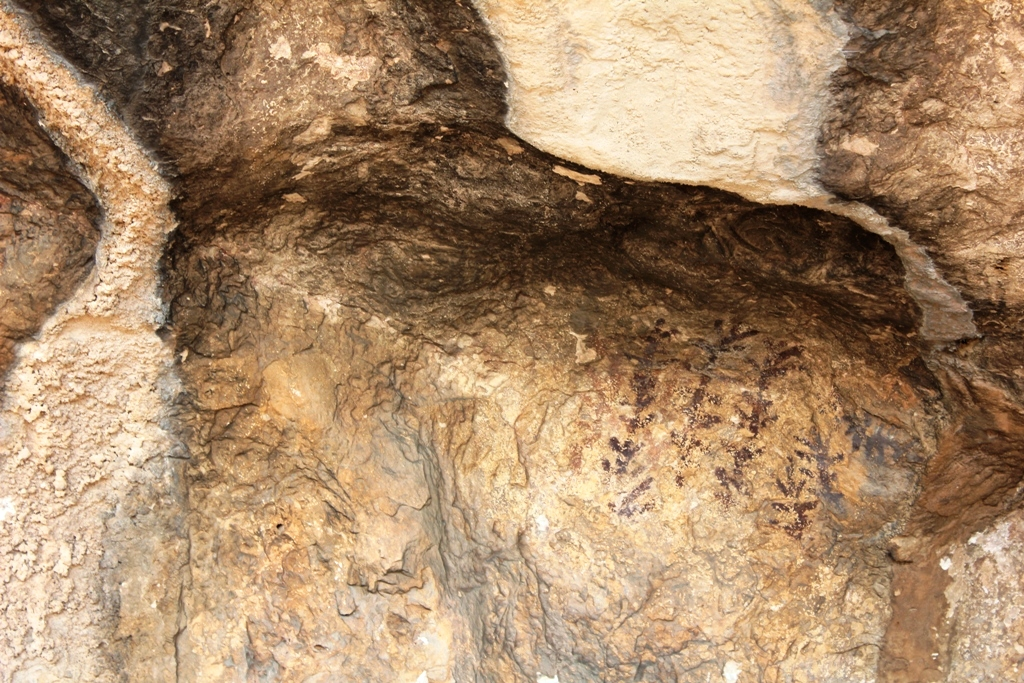
Mallata B

- Mallata B, avec une embouchure de 20 m et 5,75 m de profondeur maximale, se distinguent les anthropomorphes capturant des cerfs. Toutes les figures représentées sont rouges et ont tendance à se regrouper au centre de la cavité. Une scène formée de treize personnages portant des coiffes ou des coiffures. Un d´eux tient une corde pour attacher un quadrupède au museau. Plusieurs signes branchiformes complètent l´ensemble pictural.

Dans tous les abris, on reconnaît également divers signes ponctués, circulaires et en forme de pectine, ainsi qu'un large ensemble de types ramiformes. Le ton des peintures est rouge.